# محمد شحاده
محمد شحاده یکی از رهبران سازمان حماس بود که توسط اسرائیل در سال ۲۰۰۴ ترور شد. اسرائیل او را به قتل شهروندانش متهم ساخته بود.